# Sveriges Standardiseringsförbund
Sveriges Standardiseringsförbund är en samverkansorganisation för de tre svenska standardiseringsorganisationerna Svenska informations- och telekommunikationsstandardiseringen (ITS), Svensk elstandard (SEK) och Svenska institutet för standarder (SIS).
Förbundets ändamål är att främja standardiseringen i Sverige, verka för användning av standarder, genom samverkan effektivisera standardiseringen samt ansöka om statliga uppdragsmedel. Sveriges Standardiseringsförbund tog från och med den 1 januari 2012 över de väsentliga delarna av verksamheten inom Sveriges standardiseringsråd, SSR.